# Krækjebærholmen
Krækjebærholmen est une île norvégienne du comté de Hordaland appartenant administrativement à Kjerrgarden.

## Description
Rocheuse et couverte d'arbres, elle s'étend sur environ 128 m de longueur pour une largeur approximative de 80 m. Elle est reliée au continent par une petite passerelle d'un dizaine de mètres et comporte deux petits quais d'accostage. 